# واشنگوو
واشنگوو (به لاتین: Waśniów) یک روستا در لهستان است که در گمینا واشنگوو واقع شده‌است. واشنگوو ۴۶۰ نفر جمعیت دارد.